# Bu Ismis
Bu Ismis (en árabe: بوجميل‎, en francés: Boujmil) es una localidad marroquí perteneciente al municipio de Aít Lien, la región de Tánger-Tetuán-Alhucemas. Desde 1912 hasta 1956 perteneció a la zona norte del Protectorado español de Marruecos.